# ويلم هندريك دو فريس
ويلم هندريك دو فريس (بالإنجليزية: Willem Hendrik de Vriese)‏ (1806 – 1862) عالم نبات هولندي.